# Antoni Parera Fons
Antoni Parera Fons (Manacor, 1943) és un músic, compositor i productor discogràfic mallorquí. Va estudiar al Conservatori de Palma i posteriorment al Conservatori Superior de València. Començà com a compositor als anys 60 musicant i interpretant cançons d'Antoni Mus i enregistrà alguns discos. Ha musicat poemes de Guillem d'Efak i Miquel Àngel Riera, entre altres i les seves cançons han estat interpretades per Maria del Mar Bonet, Josep Carreras i Montserrat Caballé entre d'altres. És autor de l'himne dels Jocs Paralímpics de Barcelona de 1992.
El 20 de març de 2009 estrena a l'Auditori de Barcelona, "Nocturn per a un capvespre blau", escrita el 2008. És una obra encàrrec de la Fundació Caixa Catalunya i l'OBC.

## Discografia
- 1967: T'estim i t'estimaré
- 1967: A Aranjuez pensant en tu
- 1967: M'és ben igual
- 1967: Manacor, anys d'al·lotell